# Myrioblephara callichlora
Myrioblephara callichlora là một loài bướm đêm trong họ Geometridae.